# Muhammad Faiz
Muhammad Faiz (ur. 23 września 1937 w Gudźranwali, zm. 24 października 2014 tamże) – pakistański zapaśnik walczący w stylu wolnym. Trzykrotny olimpijczyk. Jedenasty w Rzymie 1960; odpadł w eliminacjach w Melbourne 1956 i Tokio 1964. Walczył w kategorii 87 kg.
Złoty i brązowy medalista igrzysk azjatyckich w 1962; czwarty w 1966; piąty w 1970. Triumfator igrzysk Brytyjskiej Wspólnoty Narodów w 1962, 1966 i 1970 roku.